# Marvel’s Daredevil/Episodenliste

Logo zur Serie

Diese Episodenliste enthält alle Episoden der US-amerikanischen Actionserie Marvel’s Daredevil, sortiert nach der US-amerikanischen Erstausstrahlung. Die Serie umfasst drei Staffeln mit 39 Episoden.

## Übersicht
| Staffel | Episodenanzahl | Erstveröffentlichung USA | Deutschsprachige Erstveröffentlichung |
| ------- | -------------- | ------------------------ | ------------------------------------- |
| 1       | 13             | 10. April 2015           | 10. April 2015                        |
| 2       | 13             | 18. März 2016            | 18. März 2016                         |
| 3       | 13             | 19. Oktober 2018         | 19. Oktober 2018                      |

## Staffel 1
| Nr. (ges.) | Nr. (St.) | Deutscher Titel             | Originaltitel             | Erstveröffentlichung USA | Deutschsprachige Erstveröffentlichung (D/A/CH) | Regie              | Drehbuch                            |
| --- | --------- | --------------------------- | ------------------------- | ------------------------ | ---------------------------------------------- | ------------------ | ----------------------------------- |
| 1 | 1         | Im Ring                     | Into the Ring             | 10. Apr. 2015            | 10. Apr. 2015                                  | Phil Abraham       | Drew Goddard                        |
| Als Kind verliert Matt Murdock durch einen Autounfall, bei dem er mit Chemikalien übergossen wird, sein Augenlicht, wohingegen sich seine anderen Sinne erheblich verschärfen. Diese Fähigkeit macht er sich in der Gegenwart zu Nutze, um nachts als schwarz gekleideter Selbstjustizler mit Maske in Hell’s Kitchen Verbrechen zu bekämpfen, und so z. B. dem Menschenhandel ausgesetzte Frauen vor der Verschiffung bewahrt. Im Alltag ist Murdock damit beschäftigt, mit seinem Freund Foggy Nelson eine Anwaltskanzlei zu errichten, deren ersten Fall sie durch einen befreundeten Polizisten zugespielt bekommen; es handelt sich um einen Mord, an dessen Tatort nur eine Frau namens Karen Page in Schockzustand gefunden wurde. Ob des Kundenmangels von Nelson & Murdock und der Finanznot der Tatverdächtigen nehmen die beiden sie als Klientin auf und erfahren von ihr, dass sie bei einem gemeinsamen Abend mit einem Arbeitskollegen betäubt wurde und am nächsten Tag neben dessen Leiche aufgewacht ist. Nach einem gescheiterten Mordversuch an Karen in ihrer Gefängniszelle wird sie entlassen und nochmals von Murdock und Foggy befragt. Sie offenbart, dass sie für das Unternehmen „Union Allied“, das für den Wiederaufbau von New York nach dessen Zerstörung zuständig ist, arbeitete und dort vor Kurzem auf eine Datei über riesige Summen veruntreuter Gelder gestoßen ist, die sich ständig aktualisierten. Währenddessen trifft sich James Wesley, die rechte Hand des geheimen Union-Allied-Leiters, mit Vertretern der Yakuza, der Triaden und der russischen Mafia, wobei letztere ihm von der Frauenlieferung erzählen, die von einem maskierten Kämpfer verhindert wurde. Karen schleicht sich schließlich aus Murdocks Wohnung, wo dieser sie aufgenommen hat, und holt sich heimlich die von ihr versteckte Datei, wird aber von einem von Wesley geschickten Attentäter angegriffen, vor dem sie der verkleidete Murdock noch bewahren kann. Murdock macht den Union-Allied-Skandal öffentlich und in dem Zuge lässt Wesley alle verantwortlichen Union-Allied-Mitarbeiter ermorden. Als Murdock daraufhin auf den Dächern von Hell’s Kitchen mithilfe seines ausgeprägten Gehörs die Stimmen in der Stadt belauscht, hört er das Schreien eines kleinen Jungen, der gerade von der russischen Mafia entführt wird.                              |           |                             |                           |                          |                                                |                    |                                     |
| 2 | 2         | Cutman                      | Cut Man                   | 10. Apr. 2015            | 10. Apr. 2015                                  | Phil Abraham       | Drew Goddard                        |
| In mehreren Rückblenden erfährt man einiges über Matt Murdocks Vergangenheit und die Zeit nach seiner Erblindung. Als kleiner Junge lebt er bei seinem Vater Jack Murdock, der sich den Lebensunterhalt als Boxer verdient, und übt sich in der Blindenschrift. Jack erhält schließlich von Wettbetrügern für viel Geld das Angebot, bei seinem nächsten Kampf absichtlich K.O. zu gehen. Nachdem er das Angebot seinem Sohn zuliebe ablehnt und den Kampf gewinnt, wird Jack auf offener Straße erschossen. In der Gegenwart wird Murdock beim Versuch, den entführten Jungen zu retten, von der russischen Mafia in eine Falle gelockt und wacht schwer verwundet in einem Müllcontainer auf. Er wird von der Krankenschwester Claire Temple gefunden und verarztet, was allerdings dazu führt, dass diese sein Gesicht sieht. Murdock bemerkt daraufhin, dass sich ein Handlanger der Russen auf dem Weg zu ihnen befindet und versteckt sich. Dieser gibt sich an Claires Haustür als Polizist aus und befragt sie zu einem angeblichen Überfall mit dem Täter auf der Flucht, doch durch ihre vorgetäuschte Unwissenheit kann Claire ihn zunächst abwimmeln. Da Murdock ahnt, dass der Russe ihr nicht geglaubt hat, nimmt er sich einen Feuerlöscher und lässt ihn das Treppenhaus hinunter auf den Kopf des Mannes fallen, womit er ihn außer Gefecht setzt. Um sich ein wenig Auszeit zu gönnen, verbringen Foggy und Karen derweil die Nacht in einer Bar und nachdem ihnen der abwesende Murdock nicht die Tür öffnen kann, streifen sie weiter durch Hell’s Kitchen. Murdock fesselt den Russen und bringt ihn mit Schlägen und einem Messerstich schließlich dazu, ihm den Aufenthaltsort des gefangenen Jungen zu verraten, woraufhin er ihn vom Dach wirft und er im selben Müllcontainer landet wie zuvor Murdock. Dieser macht sich anschließend auf den Weg zu den Russen und trifft dort auf große Gegenwehr, doch nach einem langen Kampf kann er alle Verteidiger erledigen und den Jungen befreien. |           |                             |                           |                          |                                                |                    |                                     |
| 3 | 3         | Hase im Schneesturm         | Rabbit in a Snow Storm    | 10. Apr. 2015            | 10. Apr. 2015                                  | Adam Kane          | Marco Ramirez                       |
| Murdock und Foggy bekommen in ihrer Anwaltskanzlei Besuch von James Wesley, der ihnen das Angebot unterbreitet, für dessen Firma zu arbeiten, und ihnen zunächst seinen Klienten John Healy vermittelt, der einen Mann in einer Bowlingbahn scheinbar aus Notwehr getötet hat. Healy zeigt sich bei der Befragung durch die beiden Anwälte keineswegs verunsichert und ist von seiner Unschuld überzeugt. Während sich Murdock und Foggy eine Strategie für die Gerichtsverhandlung überlegen, bietet Union Allied Karen einen Scheck an, um über Vergangenes zu schweigen, den sie aber ablehnt. Bei der Verhandlung schließlich bemerkt Murdock mithilfe seiner Sinne, wie sich der Herzschlag einer der Geschworenen erhöht, als Wesley den Saal betritt, und erkennt dadurch, dass diese zu einem Urteil gezwungen wird. In der Nacht kann der verkleidete Murdock den entsprechenden Erpresser, einen ahnungslosen Mittelsmann, dazu bringen, von der Frau abzulassen, woraufhin diese die Jury verlässt. Es stellt sich heraus, dass Wesley den Attentäter Healy auf das Opfer, einen mehrfachen Holdingbesitzer, angesetzt hatte, damit sich Wesleys Komplize Leland Owlsley mit dessen Tod jene Holdings aneignen kann. Um nach den Tötungen der Union-Allied-Zeugen zuletzt und einer möglichen weiteren Ermordung, nämlich der von Healy, keine auffällige Leichenspur zu hinterlassen, hatte man diesmal Nelson & Murdock mit dem Fall betraut. Derweil sucht Karen den Zeitungsreporter Ben Urich auf, der zuvor bereits den Union-Allied-Skandal im New York Bulletin veröffentlicht hatte, und offenbart ihm, dass der Fall komplexer ist als es bisher scheint. Nachdem im weiteren Prozess erneut ein Jurymitglied zu einer Enthaltung gedrängt wird, wird Healy freigesprochen. Um dennoch mehr über dessen Geldgeber Wesley zu erfahren, konfrontiert Murdock ihn als maskierter Selbstjustizler und es kommt zum Kampf. Murdock entscheidet diesen für sich und entlockt Healy den Namen des Vorgesetzten von Wesley, Wilson Fisk, woraufhin Healy jedoch aus Furcht vor den Konsequenzen Selbstmord begeht. Fisk, der zuvor von Wesley bei dessen Gespräch mit Owlsley als Kunstliebhaber bezeichnet wurde, begutachtet derweil in einer Kunstgalerie ein komplett weißes Gemälde, das eine Kunstmaklerin mit einem Hasen im Schneesturm vergleicht.                   |           |                             |                           |                          |                                                |                    |                                     |
| 4 | 4         | Im Blut                     | In the Blood              | 10. Apr. 2015            | 10. Apr. 2015                                  | Ken Girotti        | Christos Gage                       |
| Nachdem Murdock ein weiteres Mal bei der russischen Mafia eindringt, um mehr über Wilson Fisk herauszufinden, taucht dessen Assistent James Wesley im Quartier der Russen auf und konfrontiert deren Anführer, die Brüder Vladimir und Anatoly, mit dem erneuten Rückschlag durch den maskierten Kämpfer. Er bietet ihnen die Hilfe seines Vorgesetzten an, was Vladimir allerdings als Versuch sieht, die Kontrolle über sie zu erlangen und ablehnt. Derweil trifft sich Karen mit Ben Urich, um diesem den Fall um Union Allieds Insolvenz näherzubringen, wobei er ihr zunächst jedoch nur rät, sich der Angelegenheit fernzuhalten. Claire Temple, mittlerweile Murdocks persönliche Ärztin, wird schließlich von den Russen entführt und in ihren Unterschlupf gebracht, wo sie anschließend gefoltert wird, um ihr Informationen über den verkleideten Selbstjustizler zu entlocken. Murdock nimmt die Verfolgung auf und gelangt heimlich in das Versteck, wo er alle Angreifer ausschaltet und Claire befreit. Daraufhin beschließt Anatoly im Widerspruch zu seinem Bruder, auf Fisks Angebot einzugehen und sucht ihn in einem Restaurant auf, in dem dieser gerade den Abend mit der Kunstmaklerin Vanessa Marianna verbringt. Anatoly erregt dort allerdings so großes Aufsehen, dass er von Fisks Wachen hinausgeführt werden muss und Fisk mit Vanessa das Lokal verlässt, die darauf jedoch sehr verwirrt reagiert und Fisk ihre Verunsicherung ihm gegenüber offenbart. Nachdem Karen auf einer Auktion für die Union-Allied-Besitztümer versucht herauszufinden, wer die Firma insgeheim unter anderem Namen wiederaufbaut, einigt sie sich bei einem weiteren Treffen mit Urich darauf, gemeinsam Nachforschungen anzustellen und zur Verschleierung ihrer Aktivitäten das Angebot von Union Allied anzunehmen. Fisk ist schließlich so zornig auf Anatoly, da dieser ihn vor Vanessa bloßgestellt hat, dass er ihn zusammenschlägt und seinen Schädel mit der Autotür zertrümmert, woraufhin er Wesley anweist, die Leiche Vladimir zu schicken. |           |                             |                           |                          |                                                |                    |                                     |
| 5 | 5         | Eine Welt in Flammen        | World on Fire             | 10. Apr. 2015            | 10. Apr. 2015                                  | Farren Blackburn   | Luke Kalteux                        |
| Vladimir wird die enthauptete Leiche von Anatoly überbracht, bei der er ein von Fisk untergeschmuggeltes Kopftuch des maskierten Selbstjustizlers findet, den er daraufhin für den Mord an seinem Bruder verantwortlich macht. Bei einem Treffen mit seinen Geschäftspartnern erklärt Fisk, dass die Russen von nun an ihr Feind sind. Beim Versuch, zwei russische Handlanger über Vladimir auszufragen, muss Murdock fliehen, als die Polizei anrückt, die einen der Russen festnimmt. Tags darauf möchte Murdock im Polizeirevier Hinweise zum Fall einer neuen Klientin, der Rentnerin Elena Cardenas, überprüfen, deren Wohngebäude von Handwerkern zerstört worden ist, nachdem ihr Vermieter, der reiche Geschäftsmann Armand Tulley, beschlossen hat, die ärmlichen Wohnungen in Luxusapartments umzuwandeln. Dabei belauscht er zufällig das Verhör des gefangenen Russen durch die Polizisten Blake und Hoffman, die, nachdem dieser den Namen seines Arbeitgebers verrät, einen Angriff vortäuschen und den Gefangenen erschießen. Nach einem Besuch bei Landman & Zack, der Anwaltskanzlei, die Tulley vertritt und für die Foggys Ex-Freundin Marci arbeitet, begeben sich Foggy und Karen zu Cardenas’ Wohnung, um ihr bei Reparaturarbeiten zu helfen. Murdock kann in der Nacht Blakes Handy erbeuten, auf dem sich die Adressen sämtlicher Verstecke der russischen Mafia befinden. Als Vladimir von dem Gangster Turk Barrett erfährt, dass der verkleidete Kämpfer in Wahrheit für Fisk arbeitet, ordnet er die Mobilisierung aller Waffen an, um gegen Fisk vorzugehen, nicht wissend, dass Barrett für die Weitergabe dieser Information von Fisk bezahlt wurde. Murdock gelangt zum russischen Waffenlager, in das gerade ein blinder Zwangsarbeiter der Chinesen hineingeführt wird. Dieser entpuppt sich als Selbstmordattentäter und zündet kurz darauf eine Bombe, die das Gebäude in die Luft sprengt, wobei Vladimir und Murdock knapp überleben. Fisk geht währenddessen mit Vanessa aus, betrachtet mit ihr die zahlreichen Explosionen der russischen Stützpunkte in Hell’s Kitchen und überzeugt sie dabei von der Richtigkeit seiner kriminellen Machenschaften. Murdock verfolgt Vladimir schließlich aus den brennenden Trümmern und schlägt ihn zusammen, als die Polizei erscheint und Murdock festnehmen will.                                       |           |                             |                           |                          |                                                |                    |                                     |
| 6 | 6         | Reingelegt                  | Condemned                 | 10. Apr. 2015            | 10. Apr. 2015                                  | Guy Ferland        | Joe Pokaski & Marco Ramirez         |
| Als Murdock merkt, dass die Polizisten, die ihn umgeben, von Fisk bezahlt sind, befreit er sich aus deren Gewalt und flieht mit Vladimir, der dabei angeschossen wird, in eine verlassene Lagerhalle. Dort versucht Murdock, Vladimir über Fisk auszufragen, doch dieser ist nicht bereit zu kooperieren, bis Murdock ihn davon überzeugt, dass in Wahrheit Fisk seinen Bruder getötet hat. Nachdem auch Cardenas’ Wohngebäude von den Explosionen in der Stadt betroffen ist, eilen Foggy und Karen mit ihr ins Krankenhaus, wo Claire derweil mit zahlreichen Verletzten beschäftigt ist. Bei einem Anruf von Murdock erklärt sie, wie er Vladimirs Schusswunde ausbrennen und ihn somit vorerst am Leben halten kann. Dabei werden die beiden jedoch von einem Polizisten entdeckt, der über sein Funkgerät Unterstützung herbeiruft, bevor Murdock ihn bewusstlos schlägt. Davon alarmiert rücken Fisks korrupte Polizisten Blake und Hoffman sowie eine ebenfalls falsche Spezialeinheit an, um das Gebäude zu stürmen. Fisk macht Murdock schließlich über das Funkgerät klar, dass er für die Anschläge verantwortlich gemacht wird, da er Polizisten angegriffen und einen Kriminellen aus deren Gewahrsam befreit hat, wovon Fisk den Medien zudem ein Überwachungsvideo zuspielt. Zusätzlich lässt er währenddessen einen auf dem Dach des Lagerhauses positionierten Scharfschützen mehrere Polizisten, darunter auch Blake, anschießen, was ebenfalls dem Mann mit der Maske angelastet wird. Das Einsatzkommando dringt daraufhin in das Gebäude ein und tötet den von Murdock zuvor gefesselten Polizisten, da er nicht zu Fisk gehört, doch Murdock und Vladimir haben sich schon über einen unterirdischen Tunnel in die Flucht geschlagen. Nachdem sie dort auf zwei Spezialkräfte treffen, die Murdock beide ausschalten kann, nimmt sich Vladimir eines der Gewehre und offenbart Murdock, dass sich Leland Owlsley um Fisks Geld kümmert. Von seiner Verletzung geschwächt wirft Vladimir sich anschließend den ankommenden Einheiten ein letztes Mal in den Weg, um Murdock zur Flucht zu verhelfen. |           |                             |                           |                          |                                                |                    |                                     |
| 7 | 7         | Stick                       | Stick                     | 10. Apr. 2015            | 10. Apr. 2015                                  | Brad Turner        | Douglas Petrie                      |
| Als Murdock Leland Owlsley auflauert, um ihn über Fisk auszufragen, wird er vom Geräusch des Blindenstocks seines alten Mentors Stick abgelenkt, was Owlsley nutzt, um sich mithilfe eines Elektroschockers in die Flucht zu schlagen. Stick, der ebenfalls blind ist und ähnliche Fähigkeiten wie Murdock besitzt, lehrte diesen nach dem Tod seines Vaters, seine restlichen Sinne gezielt einzusetzen und zu kämpfen, doch behandelte ihn dabei sehr erbarmungslos und ohne Mitgefühl. Als Murdock Zeichen von Zuneigung für Stick offenbarte, verließ dieser ihn. Nun ist Stick nach Hell’s Kitchen zurückgekehrt, um die Lieferung einer gefährlichen Waffe namens „Black Sky“ durch die Yakuza zu verhindern, erklärt Murdock aber nicht, worum es sich handelt. Mit der Bedingung an Stick, niemanden zu töten, gewährt Murdock ihm seine Hilfe. Als er am Hafen dann allerdings bemerkt, dass es sich beim Black Sky um einen gefangenen Jungen handelt, den Stick entgegen seinem Versprechen mit Pfeil und Bogen töten will, fängt Murdock den Pfeil ab, womit er sich jedoch verrät und die Japaner mit dem Jungen in Gewahrsam fliehen. Nach weiteren Kämpfen am Hafen kehrt Murdock in seine Wohnung zurück, wo ihn Stick erwartet, der vergeblich versucht, Murdock davon zu überzeugen, dass der Junge kein Kind war, sondern eine Bedrohung für New York darstellte. Nachdem er Murdock außerdem erzählt, dass er, während dieser noch in Kämpfe verwickelt war, die fliehende Yakuza verfolgt und den Jungen getötet hat, greift Murdock Stick wütend an und schickt ihn nach einem längeren Zweikampf zu Boden. Mit der Erkenntnis, dass sein Training in dieser Hinsicht offenbar mit Erfolg gekrönt war, verlässt Stick Murdocks Wohnung. Währenddessen weiht Karen Foggy in ihre gemeinsamen Nachforschungen mit Ben Urich über Union Allied ein und zeigt ihm ihre bisherigen Ergebnisse. Stick erstattet schließlich einem muskulösen, vernarbten Mann Bericht über seinen Aufenthalt in Hell’s Kitchen und informiert ihn über die Auslöschung des Black Sky sowie den Zustand von Murdock. |           |                             |                           |                          |                                                |                    |                                     |
| 8 | 8         | Schatten im Glas            | Shadows in the Glass      | 10. Apr. 2015            | 10. Apr. 2015                                  | Stephen Surjik     | Steven S. DeKnight                  |
| Nachdem Foggy und Karen Murdock offenbaren, dass sie gemeinsam mit Ben Urich über die illegalen Aktivitäten des aufgelösten Union Allied nachforschen, zeigt sich Murdock verärgert über ihr leichtsinniges Vorgehen, willigt aber ein, ihnen auf seine Weise zu helfen. Währenddessen macht Nobu, Anführer der Yakuza, fälschlicherweise Fisk für den Tod des Black Sky verantwortlich, da dieser ihm zugesichert hatte, die Polizei vom Hafen fernzuhalten. Detective Hoffman wird schließlich von Fisk dazu gezwungen, den noch nicht ansprechbaren Blake im Krankenhaus mit einer Giftspritze zu töten, sodass dieser Fisk nicht verrät. Um Blake zu verhören, schleicht sich auch Murdock dort hinein und schlägt Hoffman nieder, kann aber nicht verhindern, dass Blake stirbt. Murdock flieht, als Sicherheitsleute in den Raum eindringen, woraufhin Hoffman den Angriff und den Mord an Blake dem Mann mit der Maske anhängt. Fisk erhält schließlich Besuch von Madame Gao, der Leiterin der Triaden, die Fisk mahnt, durch jüngste Ereignisse die Kontrolle in Hell’s Kitchen zu verlieren, und droht, ihn bei zukünftigen Geschäften mit Nobu und Owlsley außen vor zu lassen. Die Erkenntnis über seine Nachlässigkeit versetzt Fisk so sehr in Rage, dass sein Berater Wesley Vanessa herbeiholt, um ihn zu besänftigen. Dieser erzählt Fisk daraufhin von seiner Kindheit, in der er und seine Mutter unter einem gewalttätigen Vater litten, den er eines Tages, als dieser seine Mutter verprügelte, mit einem Hammer erschlug. Bei einem Gespräch mit Urich erklärt der verkleidete Murdock, dass Wilson Fisk derjenige ist, der die Stadt aus der Verborgenheit heraus zugrunde richtet und der Öffentlichkeit gezeigt werden muss, um seine Taten aufzudecken. Beim Verfassen eines Artikels über ihn sieht Urich daraufhin jedoch im Fernsehen eine Pressekonferenz von Fisk, der, von Vanessa ermutigt, verspricht, die Stadt vor dem maskierten Kämpfer zu beschützen. Urich erkennt, dass sein Artikel zu spät kommt und löscht ihn, während Murdock mit Zorn über diese unerwartete Wendung reagiert. |           |                             |                           |                          |                                                |                    |                                     |
| 9 | 9         | Wenn man vom Teufel spricht | Speak of the Devil        | 10. Apr. 2015            | 10. Apr. 2015                                  | Nelson McCormick   | Christos Cage & Ruth Fletcher Gage  |
| Nachdem Urich Foggy und Karen vom Treffen mit dem maskierten Mann berichtet und sie von den wahren Absichten Fisks überzeugen kann, entdecken sie gemeinsam mit Murdock, dass Fisk offiziell sein Geld mit einem Unternehmen verdient, das Armand Tulley zuletzt mehrere Wohngebäude der Stadt abgekauft hat. Tatsächlich will Fisk diese Nobu überlassen, stößt dabei aber derzeit auf die Gegenwehr von Elena Cardenas, die sich weigert, dessen Entschädigungsgeld anzunehmen. Fisk verspricht Nobu, für freie Gebäude zu sorgen, wenn dieser sich im Gegenzug um den verkleideten Selbstjustizler kümmert. Nach einem Besuch in der Galerie, bei dem Murdock versucht, näheres über Vanessa herauszufinden und ungewollt auch auf Fisk trifft, wird die Kanzlei schließlich mit einem Anruf über Cardenas’ Ermordung benachrichtigt. Die drei halten Fisk für den Verantwortlichen und während Foggy und Karen den Abend daraufhin voller Trauer in einer Bar verbringen, macht Murdock Cardenas’ Mörder, einen Junkie, ausfindig. Dieser kann ihm zwar nicht den Namen seines Auftraggebers nennen, dafür aber den Ort des Auftrags, eine Lagerhalle am Hafen. Dort trifft Murdock dann auf den maskierten Nobu und es kommt zum Kampf, in dem Nobu Murdock mit seinen Kampffähigkeiten und einer Kusarigama stark verwundet. Murdock gelingt es allerdings, Nobu in ein paar nahestehende Ölfässer zu stoßen und eine Lampe über ihm zu entzünden, sodass Nobus Kleidung Feuer fängt und er schließlich verbrennt. Kurz darauf erscheint Fisk in Begleitung von Wesley und einer Leibwache in der Lagerhalle und zeigt sich zunächst zufrieden über den Tod Nobus, da dieser ihm zuletzt feindselig gegenüberstand. Fisk bestätigt, dass er Cardenas töten ließ, um Murdock in eine Falle zu locken, und beginnt daraufhin, auf diesen einzuschlagen. Bevor Fisk ihn jedoch erschießen lässt, kann sich Murdock mit einem Sprung durch das Fenster in den Fluss retten. Anschließend schleppt er sich schwerverletzt in seine Wohnung, wo er vor Foggys Augen zusammenbricht. |           |                             |                           |                          |                                                |                    |                                     |
| 10 | 10        | Nelson und Murdock          | Nelson v. Murdock         | 10. Apr. 2015            | 10. Apr. 2015                                  | Farren Blackburn   | Luke Kalteux                        |
| Foggy lässt Claire Murdocks Wunden versorgen und zeigt sich enttäuscht darüber, dass Murdock ihm über die jahrelange Freundschaft hinweg ein so großes Geheimnis verschwiegen hat. Er beginnt vor Wut, selbst Murdocks Blindheit anzuzweifeln, auch wenn dieser versucht, ihm zu erklären, dass sich seine restlichen Sinne durch den Unfall so stark geschärft haben, dass sie das Sehen nahezu vollständig ersetzen. Urich bemüht sich derweil vergeblich um eine Verlängerung des Krankenhausaufenthaltes seiner an Amnesie leidenden Frau und muss sich deshalb nach einem Pflegeheim umsehen. Als er daraufhin seine Ermittlungen im Fall von Union Allied aufgibt und Karen alle bisher gesammelten Hinweise überlässt, überredet diese ihn zu dem Besuch eines von ihr vorgeschlagenen Pflegeheims. Murdock erläutert Foggy währenddessen weiterhin, wie er seine außergewöhnlichen Fähigkeiten nutzen wollte, um notleidenden Bürgern in Hell’s Kitchen zu helfen; so auch einem kleinen Mädchen, dessen Schreie er regelmäßig hörte, wenn es von ihrem Vater sexuell missbraucht wurde. Er erkannte, dass das Gesetz dem Mädchen nicht helfen konnte, woraufhin er den Mann auf eigene Faust aufsuchte und zusammenschlug. Später verließ er deshalb auch mit Foggy die skrupellose Anwaltszkanzlei Landman & Zack, die einzelne Bürger unter der Macht großer Firmen leiden ließ, und gründete eine eigene Kanzlei. Damit wurde er aktiv als Selbstjustizler für Gerechtigkeit, der Nacht für Nacht mit Maske über die Stadt wachte. Beim Besuch des Pflegeheims gelingt es Karen, wie erhofft, mit Urich in das Zimmer von Fisks Mutter zu gelangen, die den beiden erzählt, wie Fisk als Kind seinen Vater tötete. Fisk selbst ist währenddessen auf einer eigens organisierten Charity-Veranstaltung anwesend, bei der zahlreiche Gäste, darunter auch Vanessa, über Getränke vergiftet werden. Murdock kann Foggy bis zum Ende ihres Gesprächs nicht von der Richtigkeit seines Handelns überzeugen, weshalb dieser ihn und die Kanzlei schließlich verlässt. |           |                             |                           |                          |                                                |                    |                                     |
| 11 | 11        | Der rechte Pfad             | The Path of the Righteous | 10. Apr. 2015            | 10. Apr. 2015                                  | Nick Gomez         | Steven S. DeKnight & Douglas Petrie |
| Fisk bringt die bewusstlose Vanessa ins Krankenhaus, wo diese zunächst stabilisiert werden kann. Während Fisk voller Bestürzung um Vanessas Leben bangt, überlegen Wesley und Owlsley, wer hinter dem Angriff stecken könnte und ziehen dabei die Chinesen, Japaner und den Selbstjustizler in Betracht. Murdock lässt sich derweil nochmals von Claire verarzten, die ihm dabei empfiehlt, sich eine Rüstung zuzulegen, bevor sie sich von ihm in den Urlaub verabschiedet. Nach einem Besuch bei Murdock, wo sie von dessen Auseinandersetzung mit Foggy erfährt, wendet sich Karen an Urich, der jedoch die Aussagen von Fisks Mutter auf ihren mangelhaften Geisteszustand zurückführt und für unveröffentlichbar hält. Murdock nimmt sich Claires Rat zu Herzen und findet über Turk Barrett heraus, dass der emotional labile Schneider Melvin Potter von Fisk gezwungen wird, für ihn kugelsichere Spezialanzüge anzufertigen. Nach einem Zweikampf in Potters Werkstätte kann Murdock diesen dazu überreden, ihm zu helfen, im Gegenzug dafür, dass er ihn vor Fisk beschützt. Karen sucht Foggy auf, der bei seiner Ex-Freundin Marci untergekommen ist, und erzählt ihm, was Fisks Mutter preisgegeben hat, doch Foggy zeigt sich in seiner momentanen Verfassung ebenso wenig hilfsbereit wie Urich. Wesley wird schließlich von Fisks Mutter über Karens und Urichs Besuch informiert, woraufhin er angesichts der aktuellen Sorgen seines Vorgesetzten beschließt, sich selbst darum zu kümmern, und Karen entführt. Er bringt sie in eine Halle, wo er sich ihr gegenüber an einen Tisch setzt und verlangt, Urich davon zu überzeugen, dass Fisks Mutter ihre Geschichte erfunden hat. Dabei legt er seine Pistole vor sie auf den Tisch, um ihr damit zu drohen, jeden, der ihr nahesteht, und anschließend sie selbst ermorden zu lassen, wenn sie nicht bereit ist zu kooperieren. Als Wesley kurz darauf einen Anruf von Fisk erhält, der sich um dessen Verbleib vergewissern will, und sein Telefon hervorholt, nutzt Karen den Moment der Unachtsamkeit, ergreift die Pistole und erschießt Wesley. |           |                             |                           |                          |                                                |                    |                                     |
| 12 | 12        | Blut ist dicker             | The Ones We Leave Behind  | 10. Apr. 2015            | 10. Apr. 2015                                  | Euros Lyn          | Douglas Petrie                      |
| Als Wesleys Leiche entdeckt wird, findet Fisk durch dessen Handy heraus, dass sein letzter Gesprächspartner Fisks Mutter war. Owlsley warnt Fisk davor, dass ihr gemeinsamer Plan, Hell’s Kitchens ärmliche Wohngebiete abzureißen und durch teure, moderne zu ersetzen, in Gefahr gerät. Durch Hinweise von Urich erkennt Murdock, dass das Heroin, welches er bei Cardenas’ Mörder gefunden hat, regelmäßig von blinden Chinesen durch die Stadt transportiert wird, zumal er einen solchen auch bei seinem Annäherungsversuch an Vladimir auf der Autorückbank der zwei Russen gesehen hat. Nachdem Foggy Karen verspricht, trotz seines Auszugs aus der Kanzlei den Kampf gegen Fisk nicht aufzugeben, versucht er, der bei Landman & Zack arbeitenden Marci zu beweisen, dass deren Mandant Fisk die Schuld an Hell’s Kitchens hoher Kriminalität trägt. Durch die Verfolgung einer blinden Chinesin und des Autos, in das diese einsteigt, entdeckt Murdock eine bewachte Lagerhalle der Chinesen. Als Urich auf Karens Bitten seinem Vorgesetzten beim Bulletin die Geschichte um Fisk vorlegt und dieser sie unbeachtet lässt, wirft Urich ihm vor, von Fisk bestochen zu werden, woraufhin er gefeuert wird. Murdock schleicht sich schließlich in die Lagerhalle, wo er auf zahllose erblindete Chinesen trifft, die Heroin verpacken. Er wird jedoch von Madame Gao bemerkt und es kommt zum Kampf mit deren Handlangern, die dabei ein Ölfass anschießen, welches Feuer fängt und die gesamte Anlage in Brand setzt. Während sich Gao in die Flucht schlägt, führt Murdock die blinden Zwangsarbeiter ins Freie. Gao trifft sich anschließend mit Owlsley und es wird klar, dass die beiden hinter der Vergiftung von Vanessa stecken. Ihr Ziel war es, Fisk von seiner durch Vanessa erlangten Schwäche zu lösen, die sie für die vergangenen Misserfolge verantwortlich machten. Beim Gespräch erklärt Gao, dass sie nach diesen Ereignissen vorerst in ihre Heimat zurückkehren wird. Als Urich in seine Wohnung kommt, erwartet ihn dort Fisk, der von einem Informanten beim Bulletin von Urichs Besuch bei seiner dementen Mutter erfahren hat. Dies machte Fisk so wütend, dass er aus Sorge seine Mutter aus der Stadt hat bringen lassen und sich nun an Urich rächt, indem er sich auf diesen stürzt und zu Tode würgt.                                              |           |                             |                           |                          |                                                |                    |                                     |
| 13 | 13        | Daredevil                   | Daredevil                 | 10. Apr. 2015            | 10. Apr. 2015                                  | Steven S. DeKnight | Steven S. DeKnight                  |
| Nach Ben Urichs Beerdigung trifft sich Foggy mit Murdock und zeigt sich einsichtig, weshalb er ihren Streit beilegt, um Fisk gemeinsam zu besiegen. Dieser ist Owlsley mittlerweile auf die Schliche gekommen und drängt ihn bei ihrem Treffen zu dem Geständnis, Vanessa zusammen mit Gao vergiftet zu haben. Als Absicherung vor Fisk allerdings gewährt Owlsley Detective Hoffman Unterschlupf und bezahlt ihn dafür, dass dieser Fisk verrät, sobald sich Owlsley nicht mehr meldet. Fisk ignoriert diese Drohung, tötet Owlsley und beauftragt seine Handlanger, Hoffman zu finden. Durch das zufällige Belauschen zweier Polizisten erfährt Murdock ebenfalls davon und findet mittels der von Marci bei Landman & Zack beschafften Informationen Hoffmans Versteck heraus. Gerade als korrupte Polizisten dieses stürmen und die Wachen töten, erscheint Murdock und rettet Hoffman. Auf Murdocks Anweisung hin begibt dieser sich daraufhin zu einem Foggy befreundeten Polizisten und tätigt mit Nelson & Murdock als Anwalt die Aussage gegen Fisk. Mithilfe dieser können zahlreiche Verbündete von Fisk, darunter Turk Barrett, mehrere Polizisten, eine Informantin beim Bulletin, ein ranghoher Landman & Zack-Anwalt sowie ein Senator, festgenommen werden. Letztlich wird auch Fisk verhaftet, der zuvor noch die wieder genesene Vanessa aus der Stadt schaffen lässt. Der Gefangenentransport wird schließlich jedoch von einer Gruppe vermummter Bewaffneter aufgehalten, die Fisk befreien und in einem Lastwagen in Sicherheit bringen. Als Murdock dies in den Nachrichten hört, beschließt er, Fisk endgültig aufzuhalten, und holt sich seine von Melvin Potter angefertigte Ausrüstung ab, einen roten Kampfanzug mitsamt Helm und zwei Schlagstöcken. Mithilfe seines Gehörsinns spürt er Fisks Lastwagen auf und bringt ihn zum Stoppen, woraufhin sich Fisk in eine Gasse flüchtet. Murdock folgt ihm und es kommt zum Zweikampf, in dem sich Fisk und Murdock zunächst auf Augenhöhe bekämpfen. Dank seines Anzugs ist Murdock allerdings besser geschützt, wodurch er es schließlich schafft, Fisk bewusstlos zu schlagen und der Polizei zu übergeben. Fisk landet im Gefängnis und der rot gekleidete Selbstjustizler erhält von den Medien den Namen „Daredevil“, während Murdock, Foggy und Karen die gemeinsame Arbeit in der Kanzlei wiederaufnehmen. |           |                             |                           |                          |                                                |                    |                                     |

## Staffel 2
| Nr. (ges.) | Nr. (St.) | Deutscher Titel                                                                | Originaltitel                     | Erstveröffentlichung USA | Deutschsprachige Erstveröffentlichung (D/A/CH) | Regie             | Drehbuch                                          |
| --- | --------- | ------------------------------------------------------------------------------ | --------------------------------- | ------------------------ | ---------------------------------------------- | ----------------- | ------------------------------------------------- |
| 14 | 1         | Peng                                                                           | Bang                              | 18. März 2016            | 18. März 2016                                  | Phil Abraham      | Douglas Petrie & Marco Ramirez                    |
| Während Matt Murdock als Daredevil in rotem Kampfanzug nachts weiter auf Verbrecherjagd geht, muss er sich tagsüber mit Foggy Nelson und Karen Page gegen die drohende Insolvenz von Nelson & Murdock wehren. An einem Abend in der Kneipe, bei dem Karen Murdock sehr nahe kommt, werden die drei von einem Mann aufgesucht, der sich „Grotto“ nennt und als Söldner im Dienst einer Gruppe krimineller Iren stand, die in einem Massaker allesamt erschossen wurden. Nachdem er ihnen berichtet, dass diese im Begriff waren, Wilson Fisks Hinterlassenschaften an sich zu reißen, bricht er aufgrund einer Schusswunde zusammen und wird von Karen ins Krankenhaus gebracht. Am Tatort erzählt der befreundete Polizist, Brett, Murdock und Foggy, dass man vermutet, dass eine neue Gruppierung dahintersteckt, die bereits die Rockergang „Dogs of Hell“ angegriffen hat. Vom Waffenhändler Turk Barrett erfährt Murdock, dass mittlerweile auch das Kartell versucht, mit eingeschmuggelten Militärwaffen seinen Einfluss auf Hell’s Kitchen auszuweiten, und einen Stützpunkt in der Nähe des Schlachthauses hat. Foggy erhofft sich bei einem Besuch der Dogs of Hell Informationen von einem früheren Bekannten, wird dort aber sehr harsch empfangen und muss mit der Erkenntnis, dass sein Ansprechpartner ermordet wurde, wieder gehen. Im Schlachthaus entdeckt Murdock die toten Mitglieder des Kartells aufgereiht an Fleischerhaken hängend, von denen einer ihm in seinem letzten Atemzug noch mitteilen kann, dass es sich bei der vermeintlichen „Armee“ nur um einen einzigen Mann handelt. Dieser betritt schließlich das Krankenhaus und hat es auf Grotto abgesehen, der jedoch mit Karen im Auto die Flucht ergreift. Vom Dach aus visiert der Angreifer Grotto daraufhin mit einem Scharfschützengewehr an, als er von Murdock attackiert wird und es zum Zweikampf zwischen den beiden kommt. An dessen Ende gelingt es dem Unbekannten, sich von Murdock zu lösen und eine Pistole zu ziehen, mit der er ihm in den (durch den Helm geschützten) Kopf schießt.                                  |           |                                                                                |                                   |                          |                                                |                   |                                                   |
| 15 | 2         | Hunde zu einer Schießerei                                                      | Dogs to a Gunfight                | 18. März 2016            | 18. März 2016                                  | Phil Abraham      | Douglas Petrie & Marco Ramirez                    |
| Durch den Medienandrang am Krankenhaus erfährt Foggy von Daredevils Beteiligung in einem Kampf und entdeckt ihn regungslos auf einem nahegelegenen Dach, von wo aus er ihn in seine Wohnung bringt. Dort erwacht Murdock wieder und hat den Kopfschuss dank seiner Maske zwar unverletzt überstanden, wird in der Folge aber von gelegentlichen Aussetzern seines Gehörs geplagt. Bei Verhandlungen um Grottos Aufnahme in das Zeugenschutzprogramm treffen Foggy und Karen im Polizeirevier auf die unfreundliche Staatsanwältin Samantha Reyes, die ihre Bedingung durchsetzen kann, dass Grotto für sie als V-Mann einen früheren Partner aus dem Drogengeschäft kontaktiert. Murdock sucht Melvin Potter in seiner Werkstatt auf und bittet ihn um die Reparatur seines Helmes, wobei dieser ihm seine Vermutung mitteilt, dass der Schütze ihn absichtlich nicht tödlich getroffen hat. Im Anschluss schleicht sich Murdock zum Tatort der Ermordung der Iren und folgt der Blutspur eines Hundes bis zum Unterschlupf des brutal vorgehenden Selbstjustizlers, in der Öffentlichkeit mittlerweile „Punisher“ genannt, wo er zahlreiche Waffen und Ausstattung zum Abhören des Polizeifunks findet. In einem Übertragungsraum überwachen Reyes und ihre Assistenten mit Foggy und Karen derweil den Einsatz des verkabelten Grottos, der statt vom Drogenboss aber von der Polizei empfangen wird und, wie Foggy und Karen erkennen müssen, in Wahrheit als Köder einer Falle für den Punisher dient. Über den Polizeifunk weiß dieser allerdings Bescheid und lässt einen Truck ungesteuert auf den Platz fahren, um Verwirrung zu stiften und Grotto aus der Deckung der Polizisten zu locken. Bevor er ihn mit seinem Scharfschützengewehr jedoch erschießen kann, wird er von Murdock angegriffen, sodass erneut ein Kampf entbrennt, auf den auch die Polizisten aufmerksam werden und Schüsse abfeuern. Während Grotto in der Aufregung unbemerkt flieht, stürzen die beiden Kämpfenden durch ein Glasdach in ein Gebäude und sind bei Ankunft der Polizei verschwunden.                                        |           |                                                                                |                                   |                          |                                                |                   |                                                   |
| 16 | 3         | Dein Freund und Helfer                                                         | New York’s Finest                 | 18. März 2016            | 18. März 2016                                  | Marc Jobst        | Mark Verheiden                                    |
| Nach kurzer Bewusstlosigkeit findet sich Murdock mit Ketten gefesselt auf einem Dach wieder, wo der Punisher seine nächste Aktion vorbereitet. Der Ex-Soldat zeigt sich nicht gewillt, Daredevil umzubringen und offenbart im Gespräch sogar Anerkennung für dessen Handeln, auch wenn er dieses für wirkungslos hält und behauptet, dass dem Verbrechen in Hell’s Kitchen nur Einhalt geboten werden könne, wenn man die Kriminellen für immer beseitigt. Murdock verurteilt diese Denkweise und wirft dem Punisher vor, ohne Berechtigung über das Leben anderer zu entscheiden und ihnen die Chance auf Besserung zu nehmen. Die Staatsanwältin Reyes droht Foggy und Karen derweil an, Nelson & Murdock die Schuld am fehlgeschlagenen Polizeieinsatz zuzuschieben, und erklärt Grottos Zeugenschutz für ungültig. Während Foggy sich daraufhin im von Bandenmitgliedern überfüllten Krankenhaus nach Murdock erkundigt und von Claire Temple versichert bekommt, dass dieser nicht eingeliefert wurde, konfrontiert Karen Reyes’ Assistenten Blake Tower mit der Skrupellosigkeit seiner Vorgesetzten und schafft es, ihn zur heimlichen Aushändigung der Akte zu den Punisher-Morden zu überreden. Dem Punisher ist es unterdessen gelungen, den flüchtigen Grotto zu fassen, mit dem er Daredevil nun dazu bringen will, sein Gebot, nicht zu töten, zu brechen: Nachdem er Grotto zum Geständnis eines Mordes an einer unschuldigen Frau, die ihm bei einem Auftrag in die Quere kam, drängt, soll Murdock ihn mit einer an seiner Hand befestigten Pistole erschießen. Wenn er es nicht tut, würde der Punisher Grotto töten, was sich nur verhindern ließe, wenn Murdock vorher den Punisher erschießt. Als Murdock stattdessen mit der Pistole seine Ketten aufsprengt, erschießt der Punisher Grotto und zerstört anschließend mit seinem Gewehr mehrere Motorräder der nahegelegenen Dogs of Hell. Murdock kann den Punisher K.o. schlagen, muss sich dann allerdings der anstürmenden Biker erwehren, was, obwohl er alle besiegt, dem Punisher genügend Zeit zur Flucht verschafft.                         |           |                                                                                |                                   |                          |                                                |                   |                                                   |
| 17 | 4         | Penny and Dime (Netflix) Penny und Dime (Disney+)                              | Penny and Dime                    | 18. März 2016            | 18. März 2016                                  | Peter Hoar        | John C. Kelley                                    |
| Um sich am Punisher für die Ermordung seiner Kameraden zu rächen und sein von ihm gestohlenes Geld zurückzuholen, macht sich der irische Mafiaboss Finn Cooley mit seinen Männern auf die Suche nach ihm und entdeckt nach einigen gewaltsamen Befragungen dessen Unterkunft. Karen zeigt Murdock und Foggy ein Röntgenbild aus der Punisher-Akte, auf dem dessen Schädel mitsamt tödlicher Schusswunde zu sehen ist, und trifft bei weiteren Nachforschungen auf einen ehemaligen Krankenpfleger, der einst gefeuert wurde, da er den im Sterben liegenden Punisher auf dessen Bitte hin eigenständig zu seinem Haus gebracht hat. Durch einen Hinweis in dessen Versteck finden die Iren den Punisher vor einem Kinderkarussell im Central Park und überwältigen ihn, auch wenn dessen Gegenwehr einige Verluste fordert. Nach der wirkungslosen Folter bringt Cooley den Punisher durch Bedrohen seines Hundes zu einer Aussage über den Aufenthaltsort seines Geldes, dort werden Cooleys Männer allerdings von einer zuvor platzierten Bombe getötet. Anschließend befreit sich der Punisher mithilfe einer unter einem Verband versteckten Klinge, greift sich eine Schrotflinte und erschießt Cooley, bevor ihm von Daredevil, der von einem am Karussell niedergeschlagenen Iren die Lage des Unterschlupfes erfahren hat, zur Flucht verholfen wird. Auf einem Friedhof setzt Daredevil den schwer verletzten Punisher ab und, dankbar für die Rettungstat, erzählt dieser ihm, wie er nach dem Krieg nach Hause kam und voller Stolz seine kleine Tochter in den Arm nehmen konnte, nur um sie dann kurze Zeit später mitsamt Frau und Sohn ermordet vorzufinden. Der Punisher, bürgerlich Frank Castle, wird daraufhin in Polizeigewahrsam übergeben und Murdock überredet Polizist Brett, dessen Gefangennahme für sich zu beanspruchen, um das öffentliche Vertrauen in die Polizei zu stärken. Nach einem gemeinsamen Abend, an dem er Karen mit einem Kuss verabschiedet, kehrt Murdock in seine Wohnung zurück und wird von einer Frau namens Elektra erwartet.                                            |           |                                                                                |                                   |                          |                                                |                   |                                                   |
| 18 | 5         | Kinbaku                                                                        | Kinbaku                           | 18. März 2016            | 18. März 2016                                  | Floria Sigismondi | Lauren Schmidt Hissrich                           |
| Murdock lernte Elektra Natchios vor zehn Jahren auf einer Universitätsfeier kennen, wo er sie mit seiner Beobachtungsgabe und Kombinationsfähigkeit beeindruckte, indem er erriet, dass sie aufgrund ihres reichen Vaters ein langweiliges Leben führt und nur noch am Unerwarteten Spaß finden könnte. Begünstigt durch ihre gemeinsame Leidenschaft zum Kampfsport entwickelte sich eine Liebesbeziehung, die bis zu dem Abend hielt, als Murdock sich von Elektra zum Einbruch in eine leere Villa überreden ließ, ohne zu ahnen, dass sie dabei den Plan verfolgte, ihm Rache am Mörder seines Vaters und Besitzer der Villa, Roscoe Sweeney, zu verschaffen. Nachdem Elektra diesen bei seiner Rückkehr niederschlug und fesselte, brachte es Murdock jedoch nicht übers Herz, ihn zu töten, und rief stattdessen die Polizei, woraufhin Elektra ihn enttäuscht verließ. In der Gegenwart bittet Elektra Murdock im Hinblick auf ein Treffen mit der Roxxon Energy Corporation um Recherche zu deren zwielichtigen Geschäften, was Murdock allerdings ablehnt. Aus Neugierde schleicht er sich am nächsten Tag dennoch aufs Dach des Gebäudes und belauscht das Meeting, das Elektra nutzt, um heimlich einen Virus in Roxxons Computersystem einzuschleusen. Empört davon, dass der festgenommene Punisher in den Nachrichten oberflächlich als Psychopath dargestellt wird, sucht Karen beim New York Bulletin mithilfe des Redakteurs Mitchell Ellison im Archiv nach Informationen und findet einen zwei Jahre alten Zeitungsartikel über eine Schießerei zwischen den Dogs of Hell, dem Kartell und der irischen Mafia an einem Kinderkarussell im Central Park. Mit der Überweisung eines hohen Geldbetrags an das finanziell angeschlagene Nelson & Murdock tut Elektra Murdock einen Gefallen, der sie anschließend, wie von ihr erwartet, in ihrem Penthouse aufsucht, wo sie sich auf einen Kampf mit den durch den Virus hergeführten Roxxon-Schlägern vorbereitet. Mit der Behauptung seine düstere Seite zu kennen zeigt Elektra Murdock seinen Kampfanzug und fordert ihn auf, es ihr gleich zu tun.    |           |                                                                                |                                   |                          |                                                |                   |                                                   |
| 19 | 6         | Reue                                                                           | Regrets Only                      | 18. März 2016            | 18. März 2016                                  | Andy Goddard      | Sneha Koorse                                      |
| Nachdem Elektra und Murdock zusammen die von Roxxon geschickten Yakuza-Angreifer ausschalten können, erklärt sich Murdock am nächsten Morgen widerwillig bereit, ihr einmalig bei ihrem Kampf gegen Roxxon zu helfen, mit der Bedingung an sie, im Anschluss daran die Stadt zu verlassen. Da sich Frank Castles Pflichtverteidiger als sehr unerfahren erweist und wenig Interesse an der Verhinderung der von Reyes angestrebten Todesstrafe für Castle in einem anderen Bundesstaat zeigt, entscheiden sich Murdock und Foggy im Krankenhaus auf Karens Drängen, selbst Castles Verteidigung zu übernehmen. Während sich Murdock daraufhin mit Elektra auf eine Gala begibt, um ein dort vorliegendes Hauptbuch von Roxxon zu stehlen, nutzt Castle Karens Geständnis, dass sie in sein leerstehendes Haus eingebrochen ist, dafür, um sich durch ihre Erfahrungen an seine Familie zu erinnern, und lässt sich zudem von ihr Reyes’ erfundenen Bericht über die Ermordung seiner Familie vorlesen. Murdock und Elektra entwenden derweil dem Roxxon-Buchhalter eine notwendige Schlüsselkarte und schleichen sich an Wachen und Kameras vorbei ins Büro, wo sie hinter einer Geheimtür das Buch finden. Indem sie sich gegenüber den mittlerweile alarmierten Wachen als betrunkenes Liebespaar ausgeben, das sich verlaufen hat, gelangen sie wieder nach draußen, wo sie sich das Hauptbuch ansehen, in dem sie neben Zahlen über den Waffen-, Drogen- und Menschenhandel der Yakuza eine weitere, verschlüsselt niedergeschriebene Transaktion entdecken. Dies weckt Murdocks Neugierde derart, dass er sich entschließt, Elektra vorerst weiter zu helfen. Foggy ist es in der Zwischenzeit gelungen, für Castle eine lebenslange Haftstrafe auszuhandeln, die dieser vor der Richterin aber ablehnt, als er überraschenderweise auf nicht schuldig plädiert und Reyes dabei Drohungen zuruft. Vor seiner Wohnung wird Murdock schließlich vom aufgebrachten Foggy erwartet, der ihm von Castles Tat erzählt und ihn darüber informiert, dass der Prozess bereits nächste Woche beginnt.                           |           |                                                                                |                                   |                          |                                                |                   |                                                   |
| 20 | 7         | Semper Fidelis                                                                 | Semper Fidelis                    | 18. März 2016            | 18. März 2016                                  | Ken Girotti       | Luke Kalteux                                      |
| Die mühevolle Vorbereitung für den anstehenden Punisher-Prozess hält Murdock nicht von seinen nächtlichen Aktivitäten mit Elektra ab, die als nächstes mit ihm den Japanologen ausfragt, der die geheime Niederschrift im Roxxon-Hauptbuch verschlüsselt hat und ihnen nun mitteilt, dass sich dahinter eine am Güterbahnhof vorliegende Lieferung unbekannten Inhalts verbirgt. Nachdem Castle den Wunsch äußert, seine Unschuld nicht mit einer posttraumatischen Belastungsstörung zu begründen, bringt Karen Foggy auf die Idee, den Gerichtsmediziner, der für Reyes den gefälschten Obduktionsbericht von Castles Familie angefertigt hat und von ihr als Zeuge vorgeladen ist, bei der Verhandlung ins Kreuzverhör zu nehmen. Murdock und Elektra finden währenddessen im Güterwagen der Yakuza nur Unmengen an Sand und werden anschließend von deren Gangstern angegriffen, die sie aber allesamt ausschalten können. Erschöpft von den Kampf erscheint Murdock am nächsten Morgen zu spät zum Gerichtstermin und kann nicht, wie abgesprochen, das Eröffnungsplädoyer halten, für welches Foggy daraufhin improvisieren muss. Murdock entschuldigt sich und gelobt, seinen Fehler wiedergutzumachen, wird am Abend in seiner Wohnung aber bei einem Gespräch mit Karen über die Verhandlung von Elektra belauscht. Diese will Murdock helfen, indem sie den Gerichtsmediziner zum Geständnis über den falschen Obduktionsbericht zwingt, bewirkt damit jedoch die Ungültigkeit der Aussage als Beweis, da die Richterin erkennt, dass diese unter Androhung von Gewalt stattfindet. Vom verärgerten Foggy zur Rede gestellt erklärt Murdock, dass seine Ex-Freundin Elektra dahintersteckt, was eine lautstarke Auseinandersetzung zur Folge hat, in der Foggy Murdock vorwirft, sich lieber mit Elektra als mit dem Prozess zu beschäftigen. Danach untersucht Murdock mit Elektra eine Großbaustelle, hinter der sie eine Verbindung zum Sand vermuten und in der sie nach dem Eliminieren einiger Yakuza-Wachen ein riesiges, mehrere hundert Meter tiefes Loch entdecken.                                    |           |                                                                                |                                   |                          |                                                |                   |                                                   |
| 21 | 8         | Schuldig wie die Sünde                                                         | Guilty as Sin                     | 18. März 2016            | 18. März 2016                                  | Michael Uppendahl | Whit Anderson                                     |
| Vor dem Loch stehend werden Murdock und Elektra auf einmal von mehreren Ninjas angegriffen und müssen fliehen, was ihnen mit der Hilfe des plötzlich auftauchenden Stick gelingt. In Murdocks Wohnung stellt dieser notdürftig ein Gegenmittel für die durch eine vergiftete Klinge verwundete Elektra her und bewahrt sie damit vor dem Tod. Stick erklärt Murdock, dass die Ninjas einer uralten Gruppierung namens „Die Hand“ angehören, die er bereits seit seiner Jugend als „The Chaste“ zu bekämpfen versucht, wofür er immer wieder Mitstreiter rekrutiert, darunter einst auch Elektra. Nachdem sich in der Gerichtsverhandlung, der Murdock aktuell auf Foggys Bitten fernbleibt, zwei Zeugen, Colonel Ray Schoonover und ein Hirndoktor, für Castles Unschuld aussprechen, kann Karen diesen überreden, selbst als Zeuge auszusagen, und Murdock, die dazugehörige Befragung durchzuführen. Aufgrund von Castles mangelnder Kooperationsbereitschaft ergreift Murdock dabei für ihn das Wort und spricht ihm gute Absichten zu, die lediglich einer falschen Umsetzung zum Opfer fielen. Zu Murdocks, Foggys und Karens Entsetzen reagiert Castle darauf jedoch mit Häme und behauptet, er würde keine seiner Taten bereuen, wobei er die anwesenden Zuschauer derart lautstark provoziert, dass er aus dem Saal geführt werden muss. Foggy und Karen geben Murdock die Schuld dafür, welcher anschließend wieder zu Elektra zurückkehrt, die Stick in der Zwischenzeit weggeschickt hat, da sie nun nicht mehr für ihn, sondern ausschließlich mit Murdock arbeiten will. Noch in seiner Wohnung wird Murdock daraufhin von einem Ninja der „Hand“ überrascht und mit einem Pfeil in der Brust getroffen, was ihn allerdings nicht daran hindert, weiterzukämpfen und den Angreifer schließlich zu überwältigen. Zu Murdocks Schock entpuppt sich dieser als Kind, dem Elektra kurzerhand die Kehle durchschneidet, woraufhin Murdock aufgrund des Pfeiles in seiner Brust ohnmächtig wird. Der nun verurteilte Castle wird derweil von einem korrupten Polizisten in den Gefängnishof zu Wilson Fisk geführt. |           |                                                                                |                                   |                          |                                                |                   |                                                   |
| 22 | 9         | Sieben Minuten im Paradies                                                     | Seven Minutes in Heaven           | 18. März 2016            | 18. März 2016                                  | Stephen Surjik    | Marco Ramirez & Lauren Schmidt Hissrich           |
| Um Dutton, dem Vermittler des gescheiterten Drogendeals, bei dem Castles Familie ermordet wurde, dessen Vormachtstellung unter den Häftlingen zu entreißen, erzählt Fisk Castle von dessen Gegenwart und der Möglichkeit, von diesem Informationen zu erhalten und sich an ihm zu rächen. Von Elektra verarztet erwacht Murdock in seiner Wohnung und entschließt sich angesichts Elektras fortwährend brutaler Vorgehensweise, den Kampf gegen „Die Hand“ ohne sie auszutragen. Auf Murdocks Rat hin lässt Foggy die Arbeit bei Nelson & Murdock nach dem verlorenen Punisher-Prozess fürs Erste ruhen, im Gegensatz zu Karen, die den Fall noch nicht aufgeben will und das mysteriöse Verschwinden einer Leiche vom Tatort des Drogendeal-Massakers untersucht, bei der es sich laut Gerichtsmediziner um einen verdeckten Ermittler handelte. Von einer korrupten Wache erhält Castle schließlich Zugang zu Duttons Zellenblock, wo er ihn mit einem Messer in die Mangel nimmt und erfährt, dass der Drogendeal von einer Person, genannt „Blacksmith“, organisiert wurde, die aber selbst nicht anwesend war, da sie von dem verdeckten Ermittler wusste. Castle sticht Dutton nieder und verschafft Fisk damit das, was er wollte, woraufhin dieser ihn mit den übrigen Insassen im Block einsperrt, welche bei Duttons Anblick wutentbrannt auf Castle zustürmen. Nachdem dieser alle Angreifer in einem langen und blutigen Kampf erledigen kann, wird er in einen Raum geführt, wo Fisk ihm, beeindruckt von dessen Kampfgeist, die Freiheit anbietet, verbunden damit, dass Castle für ihn sämtliche konkurrierende Verbrecherbanden in Hell’s Kitchen ausschaltet. Währenddessen lauert Murdock dem Buchhalter der Yakuza auf und lässt sich von ihm zu einem unterirdischen Labor der „Hand“ führen, in dem dessen Sohn und anderen in Käfigen eingesperrten Menschen massenweise Blut abgenommen wird. Bevor Murdock diese befreien kann, erscheint ein maskierter Kämpfer, der sich als der totgeglaubte Nobu entpuppt und mit einem steinernen Sarkophag in einem Aufzug flieht.                           |           |                                                                                |                                   |                          |                                                |                   |                                                   |
| 23 | 10        | Bis aufs Blut                                                                  | The Man in The Box                | 18. März 2016            | 18. März 2016                                  | Peter Hoar        | Whit Anderson & Sneha Koorse Idee: John C. Kelley |
| Murdock lässt die allesamt jugendlichen Opfer von der Polizei ins Krankenhaus zu Claire Temple bringen und hört dabei über den Polizeifunk, dass Castle die Flucht aus dem Gefängnis gelungen ist. Bei einem Gespräch mit Murdock, Foggy und Karen im Gerichtsgebäude zeigt sich Reyes einsichtig und gibt schließlich zu, dass sie sich bei dem Drogendeal damals bewusst gegen eine Räumung des Central Parks entschieden hat, um die Falle für die Gangs unauffällig zu halten, was jedoch zum Tod des verdeckten Ermittlers und Castles Familie führte. Bevor Reyes weitersprechen kann, wird sie am Fenster stehend von einer Maschinengewehrsalve aus dem gegenüberliegenden Gebäude getötet, welche Foggy an der Schulter verletzt, Murdock, Karen und Reyes’ Assistenten Blake Tower aber nicht trifft. Mit Castle als Hauptverdächtigen und dem Wissen, dass dieser in Fisks Zellenblock saß, stattet Murdock letzterem einen Besuch ab und wirft ihm vor, Castle zur Flucht verholfen zu haben, was Fisk jedoch leugnet. Murdocks Drohung, dafür zu sorgen, dass die momentan auswärtige Vanessa Marianna nie mehr ins Land einreisen darf, macht Fisk so zornig, dass dieser darauf versucht, Murdock einzuschüchtern, indem er ihn attackiert – was er sich in Gegenwart der von ihm korrumpierten Wachen erlauben darf – und seine baldige Rückkehr ankündigt. Während Claire Murdock anschließend erzählt, dass den Jugendlichen nicht nur Blut abgenommen, sondern gleichzeitig unbekannte Substanzen injiziert wurden, entdeckt Karen zusammen mit Ellison, dass der Gerichtsmediziner inzwischen ebenfalls ermordet wurde. Als Karen in ihrer Wohnung beim Durchsuchen von Akten daraufhin von Castle aufgelauert wird und dieser ihr seine Unschuld bezüglich vergangener Morde beteuert, wird der Raum plötzlich von außen unter Beschuss genommen und die beiden müssen fliehen. Im Krankenhaus sieht Claire derweil, dass die Jugendlichen geistesabwesend den Roxxon-Buchhalter umgebracht haben; zur selben Zeit wird das Gebäude von Ninjas der „Hand“ infiltriert.                                |           |                                                                                |                                   |                          |                                                |                   |                                                   |
| 24 | 11        | .380 (Netflix) 0.38 (Disney+)                                                  | .380                              | 18. März 2016            | 18. März 2016                                  | Stephen Surjik    | Mark Verheiden                                    |
| Trotz seines Eingreifens kann Murdock nicht verhindern, dass die Ninjas die Jugendlichen aus dem Krankenhaus bringen und dabei eine Krankenschwester töten. Nach ihrem Verhör zu den Schüssen auf ihre Wohnung, bei dem sie Castle nicht erwähnt, schließt Karen sich diesem an, in der Hoffnung, bei ihm besser vor dem Blacksmith geschützt zu sein. In seinem Bestreben, selbigen zu finden, fragt Murdock maskiert Blake Tower aus, der zwar nichts über die Identität des Blacksmith weiß, ihm aber dessen größten Konkurrenten im Heroingeschäft, die Triaden, als Informationsquelle empfiehlt. In einem Café werden Castle und Karen von zwei Männern angegriffen, die Castle jedoch beide erledigen kann, wobei er von einem der beiden gewaltsam erfährt, dass der Blacksmith auf seinem Schiff am Pier zu finden ist. Dieselbe Information erhält Murdock im Versteck der Triaden auch von Madame Gao, die ihm allerdings nicht den genauen Standort vom Schiff des Blacksmith nennen kann, weshalb Murdock dieses erst erreicht, als Castle bereits sämtliche Wachen ausgeschaltet und das Schiff mit Benzin übergossen hat. Im Angesicht des vermeintlichen Blacksmith stellt sich Murdock Castle in den Weg und offenbart seine Vermutung, dass es sich hierbei nicht um den echten handelt. Wütend über Murdocks Einschreiten greift Castle diesen an, bis er sich der Zwecklosigkeit des Kampfes bewusst wird und von ihm ablässt. Anschließend wird das Schiff von Feinden unter Beschuss genommen, woraufhin Castle Murdock von Bord schubst und das Schiff in Flammen aufgeht. Als Karen im Anschluss mit der Polizei eintrifft, ist Castle verschwunden und die Polizei zeigt sich erfreut über den gewaltigen Heroinfund. Während „Die Hand“ die Jugendlichen schließlich in einer Wanne ausbluten lässt und das Blut in den Sarkophag leitet, hat Elektra den Unterschlupf von Stick entdeckt und ersticht davor zwei seiner Schüler im Auto. Mit Mühe fährt einer der beiden zu Murdocks Wohnung und kann ihm im Sterben liegend noch mitteilen, dass Elektra im Begriff ist, Stick zu töten.       |           |                                                                                |                                   |                          |                                                |                   |                                                   |
| 25 | 12        | Das Dunkle am Ende des Tunnels (Netflix) Das dunkle Ende des Tunnels (Disney+) | The Dark at the End of the Tunnel | 18. März 2016            | 18. März 2016                                  | Euros Lyn         | Lauren Schmidt Hissrich & Douglas Petrie          |
| Murdock eilt zu Sticks Unterschlupf und versucht, dem Kampf zwischen Elektra und Stick ein Ende zu bereiten, als plötzlich Ninjas erscheinen und Stick entführen. Karen reagiert mit Trauer auf Castles scheinbaren Tod und sieht ihre Nachforschungen um die Ermordung seiner Familie als beendet an, doch Redakteur Ellison ermutigt sie, die ganze Wahrheit aufzudecken, und bietet ihr Ben Urichs früheres Büro als Arbeitsplatz an. Auf die Frage, wie sich die Ninjas jedes Mal komplett ungesehen anschleichen können, erhält Murdock von Foggy Eisenbahnschächte als Tipp, von denen er im Folgenden einen untersucht. Bei dem Besuch von Castles ehemaligem Befehlshaber, Colonel Ray Schoonover, erkennt Karen einen Soldaten auf einem Foto als eine der Leichen vom Pier wieder, die Castle hinterlassen hat, wodurch ihr klar wird, dass es sich bei Schoonover um den Blacksmith handelt. Als dieser das merkt, zieht er eine Pistole und zwingt Karen, mit ihrem Auto in den Wald zu fahren, wo sie jedoch von einem anderen Auto gerammt werden, dessen Fahrer sich als Castle entpuppt. Trotz Karens Flehens, es nicht zu tun, zerrt Castle Schoonover in eine nahegelegene Hütte und erschießt ihn, bevor er hinter einer versteckten Wand dessen geheimes Waffenarsenal findet. Murdock ist im Tunnel unterdessen auf Ninjas getroffen und musste diese bekämpfen, wobei er sie bei deren Flucht bis zum Geheimversteck der „Hand“ verfolgen konnte, in dem Stick gefangen gehalten wird. Dieser wurde in der Zwischenzeit gefoltert und kann nun von Murdock befreit werden, dem sich anschließend jedoch Elektra gegenüberstellt und kurz darauf auch Nobu in Begleitung mehrerer Ninjas. Wie dieser offenbart, verehrt „Die Hand“ Elektra seit ihrer Kindheit als ihre größte Waffe, Black Sky, was daher rührt, dass Elektra selbst ursprünglich von der „Hand“ ausgebildet wurde, bis Stick sie zu ihrem Schutz weggebracht hat. Murdock kann Elektra überreden, sich der „Hand“ nicht anzuschließen, und nach einem weiteren Kampf mit den Ninjas fliehen, genauso wie Elektra und Stick.         |           |                                                                                |                                   |                          |                                                |                   |                                                   |
| 26 | 13        | Ein kalter Tag in Hell’s Kitchen                                               | A Cold Day in Hell’s Kitchen      | 18. März 2016            | 18. März 2016                                  | Peter Hoar        | Douglas Petrie & Marco Ramirez                    |
| Zurück in seiner Wohnung hält Murdock Stick an einen Stuhl gefesselt fest und versucht, ihm und Elektra die Furcht vor der scheinbaren Übermacht der „Hand“ zu nehmen, indem er ihre Geschichten rund um den Black Sky als hohle Mythen darstellt. Von Melvin Potter neu ausgestattet trifft sich Murdock maskiert mit Brett, der von der „Hand“ angegriffen wurde und gezwungen wurde, eine von der Polizei angefertigte Liste aller von Daredevil geretteten Personen auszuhändigen. Wie Murdock feststellen muss, wurden all diese, darunter auch Karen, entführt, und in ein Versteck gebracht, welches aufgrund der Fußfessel des unter Hausarrest stehenden und ebenfalls gefangenen Turk Barrett jedoch von einer Polizeistreife aufgesucht wird. Nachdem diese von den Ninjas unter Beschuss gerät, fordert der Polizeibeamte Verstärkung an, was Murdock die Möglichkeit gibt, das Versteck mithilfe seines ausgeprägten Gehörs ausfindig zu machen. Auch wenn Murdock eine Falle dahinter ahnt, in der er getötet und Elektra überzeugt werden soll, stürmt er den Raum, schaltet mit Elektras Hilfe alle Ninjas aus und befreit die Gefangenen. Um „Die Hand“ entscheidend zu schwächen, wollen Murdock und Elektra Nobu töten und begeben sich aufs Dach, wo sich dieser mit weiteren Ninjas aufhält. Nach einem langen und ausdauernden Kampf kann Nobu die beiden zu Boden werfen, doch als er Murdock mit Elektras Sai durchbohren will, wirft sich Elektra dazwischen und wird erstochen. Während Murdock sich daraufhin auf Nobu stürzt und ihn vom Dach stößt, werden die restlichen Ninjas aus der Entfernung vom Punisher erschossen. Abseits des Polizeiaufgebots wird der verletzte Nobu anschließend von Stick mit dessen Säbel geköpft. Nach Elektras Beisetzung verabschieden sich Murdock und Stick an ihrem Grab mit ein paar letzten Worten. Foggy erhält einen neuen Job in der renommierten Anwaltskanzlei von Jeri Hogarth und Murdock offenbart Karen seine Geheimidentität als Daredevil. „Die Hand“ exhumiert Elektras Leiche schließlich und legt sie in ihren Sarkophag.               |           |                                                                                |                                   |                          |                                                |                   |                                                   |

## Staffel 3
| Nr. (ges.) | Nr. (St.) | Deutscher Titel         | Originaltitel       | Erstveröffentlichung USA | Deutschsprachige Erstveröffentlichung (D/A/CH) | Regie                   | Drehbuch                |
| --- | --------- | ----------------------- | ------------------- | ------------------------ | ---------------------------------------------- | ----------------------- | ----------------------- |
| 27 | 1         | Wiederauferstehung      | Resurrection        | 19. Okt. 2018            | 19. Okt. 2018                                  | Marc Jobst              | Erik Oleson             |
| Nachdem Matt Murdock während seines Kampfes als "Daredevil" schwer verletzt wurde, als ein Gebäude über ihm einstürzte, wird er aus der New Yorker Kanalisation gespült. Ein Taxifahrer findet Matt und bringt ihn zu Pater Paul Lantom, der Matt der Obhut von Schwester Maggie im Waisenhaus Saint Agnes anvertraut, wo Matt aufgewachsen ist. Als er sich langsam erholt, gerät Matt in eine Glaubenskrise und beschließt, lieber sein Leben aufs Spiel zu setzen und als Daredevil weiter zu kämpfen, als in sein ziviles Leben zurückzukehren. Er beginnt wieder mit dem Kampftraining. Eines Nachts stoppt er eine Entführung und wird schwer verletzt. Matts Freundinnen Karen Page (jetzt Reporterin beim New York Bulletin) und Foggy Nelson verlieren allmählich die Hoffnung, dass er noch am Leben sein könnte. Im Gefängnis beschließt der Kriminelle Wilson Fisk, einen Deal mit dem FBI abzuschließen, um seine Liebe Vanessa Marianna zu schützen, die als Gehilfin zu seinen Verbrechen angeklagt werden kann. Der Fall wird Special Agent Rahul "Ray" Nadeem zugewiesen, der aufgrund finanzieller Schwierigkeiten damit zu kämpfen hat, keine Beförderung zu erhalten, nachdem er die Krebsbehandlung seiner Schwägerin bezahlt hat. |           |                         |                     |                          |                                                |                         |                         |
| 28 | 2         | Bitte                   | Please              | 19. Okt. 2018            | 19. Okt. 2018                                  | Lukas Ettlin            | Jim Dunn                |
| Fisks Informationen führen zur Verhaftung der Anführer des bislang schwer fassbaren albanischen Syndikats, und Nadeem überzeugt seine Vorgesetzten, ihn weiterhin mit Fisk zusammenarbeiten zu lassen, obwohl seine finanziellen Probleme ihn korrupt machen. Die Nachricht von Fisks Zusammenarbeit mit dem FBI verbreitet sich schnell und als Vergeltung wird er im Gefängnis von einem Mithäftling angegriffen. Nadeem willigt ein, Fisk aus dem Gefängnis zu entlassen und in häusliche Haft zu verlegen, doch ihr Konvoi wird unterwegs von den Albanern angegriffen und die meisten FBI-Agenten werden getötet. Fisk wird von Special Agent Benjamin "Dex" Poindexter gerettet, der über unglaublich präzise Schießfähigkeiten verfügt und einige der Angreifer auch nach ihrer Kapitulation hinrichtet. Matt spürt die versuchten Entführer auf, besiegt sie im Kampf und lässt sie festnehmen. Karen wird beauftragt, über den Entführungsversuch zu berichten, an Neda Kazemi beteiligt war. Nachdem sie vom Tod von Karens Bruder Kevin erfahren hat, erzählt Neda Karen von dem Angriff und lässt Karen wieder glauben, dass Matt noch am Leben ist. Doch Foggy, der darüber nachdenkt, das Gesetz zu brechen, um seinem Bruder Theo bei der Führung des Familienunternehmens zu helfen, ist skeptisch. |           |                         |                     |                          |                                                |                         |                         |
| 29 | 3         | Der Fluch der guten Tat | No Good Deed        | 19. Okt. 2018            | 19. Okt. 2018                                  | Jennifer Getzinger      | Sonay Hoffman           |
| Das FBI bringt Fisk in der Penthouse-Suite eines Hotels unter, das sie als Unterschlupf nutzen. Die Nachricht von seiner Entlassung aus dem Gefängnis gerät an die Öffentlichkeit, was zu Protesten außerhalb des Hotels und Interesse bei Reportern führt, darunter Karen, die erfährt, dass das Hotel Nedas Vater Rostom gehört hatte, der es an eine Firma verkaufte, die von Fisks Anwalt Benjamin Donovan vertreten wurde. Foggy geht zu Bezirksstaatsanwalt Blake Tower, um seine Hilfe bei der Rückführung von Fisk ins Gefängnis anzubieten, aber Tower zögert, gegen den Willen des FBI zu verstoßen, insbesondere da er für eine Wiederwahl kandidiert. Matt untersucht das Hotel und beginnt, Fisk als "Teufel auf seiner Schulter" zu halluzinieren. Matt verhört Donovan und erfährt von der Situation mit Vanessa. Er schwört, Fisk aufzuhalten und ins Gefängnis zurückzubringen, wobei er Foggy verrät, dass er lebt, aber nur, um ihn und Karen zu warnen, sich von Fisk fernzuhalten. Während einer routinemäßigen psychologischen Untersuchung zur Feststellung seiner Diensttauglichkeit spricht Dex über die emotionale Unterstützung, die er von seiner Freundin Julie Barnes erhält. Später scheint sie jedoch jemand zu sein, den er verfolgt. |           |                         |                     |                          |                                                |                         |                         |
| 30 | 4         | Überraschungen          | Blindsided          | 19. Okt. 2018            | 19. Okt. 2018                                  | Alex Garcia Lopez       | Lewaa Nasserdeen        |
| Die Vorgesetzten von Dex untersuchen den Mord an den beiden Albanern während des Transitangriffs, der seiner Meinung nach der Selbstverteidigung diente. Obwohl Fisk gesehen hat, wie er sie kaltblütig getötet hat, verheimlicht er dies, indem er Dex' Argumentation gegenüber dem FBI fälschlicherweise bestätigt. Foggy, unzufrieden mit Matts Forderungen, erzählt Karen, dass Matt am Leben ist und lässt sich dann von seiner Freundin Marci Stahl überreden, gegen Tower als Bezirksstaatsanwältin zu kandidieren, um sicherzustellen, dass Fisk vor Gericht gestellt wird. Foggy erhält die Unterstützung der New Yorker Polizei, die Fisk als Polizistenmörder ansieht. Karen setzt ihre Ermittlungen fort und findet heraus, dass der Gefängnisinsasse Felix Manning an der Firma beteiligt war, die das Hotel gekauft hat, in dem das FBI Fisk beherbergt. Matt gibt sich als Foggy aus, um in das Gefängnis einzudringen, in dem Jasper Evans untergebracht ist. Er erfährt, dass Fisk ihn dafür bezahlt hat, Fisk anzugreifen, um das FBI davon zu überzeugen, ihn zu verlegen. Mit der Hilfe der Albaner wehrt sich Matt gegen Insassen und Wärter, die für Fisk arbeiten, und entkommt dem Gefängnis, wird aber von einem unbekannten Taxifahrer vom Dock ins Wasser gestürzt. |           |                         |                     |                          |                                                |                         |                         |
| 31 | 5         | Das perfekte Spiel      | The Perfect Game    | 19. Okt. 2018            | 19. Okt. 2018                                  | Julian Holmes           | Tonya Kong              |
| Als Fisk erfährt, dass Matt den Unfall im Taxi überlebt hat, teilt er dem FBI mit, dass er einen Rechtsbeistand namens Matt Murdock hat. Karen konfrontiert Fisks eigentlichen Vermittler Manning, aber er bedroht sie mit seinem Wissen über ihre Familie, einschließlich dem Tod ihres Bruders. Nadeem befragt sowohl Karen als auch Foggy zu Matt und beide versuchen, ihn auf Fisk und seine Verbrechen aufmerksam zu machen. Fisk überprüft eine Akte von Manning über Dex und erfährt, dass er als Kind seinen Baseballtrainer mit präzisen geschossenen Bällen getötet hat. Während er heranwuchs, wurde ihm durch die Therapie beigebracht, einfühlsamer zu sein, aber er täuschte nur vor, die Therapie anzunehmen, um seine psychopathischen Tendenzen zu verbergen. Bei einem Vorfall, als er für eine Hotline zur Suizidprävention arbeitete, ermutigte er einen Anrufer, statt sich selbst jemand anderen zu töten. Dort lernte er Julie kennen und lieben, die ihn im Hotel antrifft. Er verrät ihr versehentlich, dass er sie verfolgt hat. Fisk sieht das Potenzial für Dex, der neue Bösewicht zu werden, auf den sich die Öffentlichkeit konzentrieren kann, um die Aufmerksamkeit von ihm abzulenken. Karen verrät Foggy, dass sie James Wesley getötet hat. |           |                         |                     |                          |                                                |                         |                         |
| 32 | 6         | Ein kalkulierbares Übel | The Devil You Know  | 19. Okt. 2018            | 19. Okt. 2018                                  | Stephen Surjik          | Dylan Gallagher         |
| Foggy versichert Karen, dass sie immer noch ein guter Mensch ist, nachdem sie Wesley aus Notwehr getötet hat. Dex konfrontiert Fisk, der bestätigt, dass er hinter Julies Einstellung im Hotel steckt und dass er Dex zeigen wollte, dass das Leben mit Julie nicht funktionieren würde, da sie Dex nie verstehen würde. Fisk sagt ihm jedoch, dass er, Fisk, Dex angesichts des Mordes an seinem Vater als sein Kind ansieht. Matt besucht Karen, um sie um Hilfe bei der Suche nach Evans zu bitten, und bietet an, gegen Fisk auszusagen. Foggy arrangiert ein Treffen zwischen der frisch beförderten Nadeem und Karen im New York Bulletin, wo sie Evans über Fisks Pläne interviewen wird. Als Gegenleistung dafür, dass Nadeem Evans' Aussage in Betracht zieht, willigt Matt ein, sich dem FBI zu stellen, um seinen Namen reinzuwaschen. Aus Verzweiflung über Julie erwägt Dex Selbstmord, wird jedoch von Fisk daran gehindert, der ihm eine Alternative aufzeigt. Dex geht stattdessen als Daredevil verkleidet zum New York Bulletin, wehrt sich gegen Matt und tötet Evans, bevor er aussagen kann. Dex wird dann vom FBI, einschließlich Nadeem, konfrontiert und kämpft gegen die Agenten, bevor er flieht, was das FBI zu der Annahme bringt, dass Daredevil sie angegriffen hat. |           |                         |                     |                          |                                                |                         |                         |
| 33 | 7         | Nachwirkungen           | Aftermath           | 19. Okt. 2018            | 19. Okt. 2018                                  | Toa Fraser              | Sarah Streicher         |
| Daredevil wird von der Öffentlichkeit und den Medien angegriffen und Karen kann Nadeem nicht davon überzeugen, dass dies nicht der wahre Daredevil war oder dass Fisk hinter dem Angriff steckte. Als sie versucht, dasselbe mit ihrem Chef Mitchell Ellison zu tun, rät er ihr, entweder zu verraten, wer Daredevil ist, oder aufzuhören. Karen fragt später ihren Vater Paxton, ob sie etwas Zeit zu Hause mit ihm verbringen könnte, aber er sagt, der Zeitpunkt sei nicht optimal. Foggy glaubt, dass er herausgefunden hat, was Fisk plant. Matt ist wütend darüber, dass er seine Freunde in Gefahr gebracht hat, und macht sich Sorgen um die Fähigkeiten des falschen Daredevil. Er besucht Melvin Potter, den Mann, der den Daredevil-Anzug erfunden hat. Potter bestätigt, dass Fisk ihn gezwungen hat, eine Kopie des Anzugs anzufertigen, und enthüllt, dass es sich bei dem Prätendenten um einen FBI-Agenten handelte. Potter versucht dann, Matt als den Draufgänger darzustellen, der das New York Bulletin angegriffen hat, aber Matt schafft es, den ankommenden FBI-Agenten zu entkommen. Nadeem beginnt zu glauben, dass Fisk ihn manipuliert, hat aber keinen Beweis dafür. Zu Hause wird er von Matt konfrontiert, der ihm erklärt, dass der Daredevil-Angreifer ein FBI-Agent war. |           |                         |                     |                          |                                                |                         |                         |
| 34 | 8         | Oben/unten              | Upstairs/Downstairs | 19. Okt. 2018            | 19. Okt. 2018                                  | Alex Zakrzewski         | Dara Resnik             |
| Nadeem erkennt, dass Dex der Angreifer ist. Dex versucht, sich mit Julie zu versöhnen, weil er glaubt, dass er sie als Ersatz für seine Therapeutin braucht, die starb, als er jünger war. Sie willigt widerstrebend ein, mit ihm zu reden, doch Fisk lässt sie später töten. Dex glaubt, dass Julie ihn verlassen hat und sein geistiger Zustand verschlechtert sich weiterhin. Matt und Nadeem brechen in Dex‘ Wohnung ein, können jedoch keine Beweise dafür finden, dass er der Angreifer war, sondern nur einige Aufzeichnungen seiner Therapiesitzungen, die seine psychopathischen Tendenzen offenbaren. Dex kommt nach Hause und erwischt sie, verletzt Nadeem, aber es gelingt ihnen zu fliehen. Foggy glaubt, dass er beweisen kann, dass Fisk immer noch als Krimineller arbeitet, und dass er dafür zurück ins Gefängnis geschickt wird. Er beschließt, diese Punkte in einer Debatte mit Tower zur Sprache zu bringen und Karen darüber schreiben zu lassen, doch stattdessen stellt sie Fisk zur Rede. Sie verrät, dass sie weiß, dass er seinen Vater getötet hat und dass sie Wesley getötet hat, während sie versehentlich bestätigt, dass Matt Draufgänger ist. Matt hört später, wie Schwester Maggie betet und dabei offenbart, dass sie seine Mutter ist. |           |                         |                     |                          |                                                |                         |                         |
| 35 | 9         | Offenbarungen           | Revelations         | 19. Okt. 2018            | 19. Okt. 2018                                  | Jennifer Chambers Lynch | Erik Oleson & Sam Ernst |
| Matt kämpft mit der Tatsache, dass sowohl Maggie als auch Lantom ihm die Wahrheit verheimlicht haben, und geht zu einem verlassenen Boxclub, in dem sein Vater gekämpft hat. Manning bedroht Foggys Familie, es sei denn, er entschuldigt sich öffentlich dafür, dass er sich in der Debatte gegen Fisk geäußert hat. Karen beschließt, vor Fisk davonzulaufen, und Maggie bietet ihr an, ihr beim Verstecken zu helfen. Nadeem erzählt seinen Vorgesetzten, der verantwortlichen Special Agentin Tammy Hattley und Supervisory Special Agent Winn vom Office of Professional Responsibility, von der FBI-Verschwörung zwischen Fisk und Dex. In einer Wendung der Ereignisse tötet Hattley Winn mit Nadeems Waffe und enthüllt, dass sie für Fisk arbeitet. Dann fabriziert sie Beweise, mit denen sie Nadeem den Mord an Winn anhängen kann, und erpresst ihn, mit Hilfe von Manning für Fisk zu arbeiten. Sie erklärt, dass Fisk Nadeem im letzten Jahr manipuliert hatte und dahinter steckte, dass Nadeem bei der Finanzierung der Behandlung seiner Schwägerin helfen musste. Fisk lässt Nadeem und Dex mehrere Bandenführer in ganz New York verhaften und in ein Restaurant bringen, wo Fisk ihnen gegen Bezahlung anbietet, sie vor FBI-Anklagen zu schützen. Fisk zwingt Nadeem, Matt zum Treffen zu locken, aber Matt weiß, dass es eine Falle ist und geht stattdessen ins Hotel, um auf Fisk zu warten. Dort hört er Fisk-treue FBI-Agenten, die herausgefunden haben, dass Karen sich in der Clinton Church versteckt. |           |                         |                     |                          |                                                |                         |                         |
| 36 | 10        | Karen                   | Karen               | 19. Okt. 2018            | 19. Okt. 2018                                  | Alex Garcia Lopez       | Tamara Becher-Wilkinson |
| In einer Rückblende verschiebt Karen ihr Studium, weil sie erfuhr, dass ihr Vater und ihr Bruder Kevin nach dem Krebstod ihrer Mutter ihr Familienrestaurant nicht mehr führen könnten. Ihr Kleinstadtleben wird ihr langsam langweilig, und sie beginnt, gemeinsam mit ihrem Freund Todd Drogen zu konsumieren und zu verkaufen. Eines Tages verrät Kevin Karen, dass er sie wieder am College eingeschrieben hat, was Paxton mit einem Familienessen feiert, was jedoch zu einem Streit führt und Karen mit Todd davonläuft. Nachdem sie sich gemeinsam betrunken und high gemacht haben, kehren sie zum Wohnwagen zurück, in dem Todd lebt, und stellen fest, dass Kevin ihn niederbrennt. Todd greift Kevin an und Karen verletzt Todd mit seiner eigenen Waffe, um ihn aufzuhalten. Bei der gemeinsamen Flucht im Auto kommt Karen von der Straße ab, der Wagen überschlägt sich und Kevin stirbt. Der örtliche Sheriff vertuscht Karens Beteiligung und Paxton bittet sie zu gehen. In der Gegenwart besucht Karen einen Gottesdienst in der Clinton-Kirche, als Dex, verkleidet als Daredevil, ankommt und Lantom tötet, mit der Absicht, dann Karen zu töten. Matt muss sich entscheiden, Karen zu retten oder Fisk aufzulauern, und rennt zur Kirche, wo er Dex konfrontiert, der Matt heftig schlägt, bevor Karen Dex von einem Balkon im zweiten Stock stößt, woraufhin er entkommt. |           |                         |                     |                          |                                                |                         |                         |
| 37 | 11        | Wiedersehen             | Reunion             | 19. Okt. 2018            | 19. Okt. 2018                                  | Jet Wilkinson           | Jim Dunn & Dara Resnik  |
| Dex lässt Nadeem die Kontrolle über den Tatort in der Kirche übernehmen und das FBI sucht nach Matt und Karen. Mit Maggies Hilfe bleiben sie verborgen. Das Justizministerium lässt alle Anklagen gegen Fisk fallen, der der Öffentlichkeit seine Freiheit mit einer Rede verkündet, in der er Daredevil zum Feind der Öffentlichkeit erklärt. Während Vanessa auf dem Weg zurück nach New York City ist, holt Fisk das Gemälde ab, das sie ihm gegeben hat, als sie sich das erste Mal trafen. Es befindet sich im Besitz von Esther Falb, einer Holocaust-Überlebenden, deren Familie die ursprünglichen Besitzer des Gemäldes war. Fisk beschließt, es ihr zu überlassen. Foggy erwägt, eine Erklärung zu lesen, in der er sich bei Fisk entschuldigt, bis er von Matt gerufen wird, um ihnen bei der Flucht aus der Kirche zu helfen: Foggy geht und übergibt Karen dem NYPD, was Nadeem zulässt, was das FBI lange genug ablenkt, damit auch Matt fliehen kann. Matt, Foggy und Karen planen ihre nächsten Schritte gegen Fisk und wissen, dass sie Hilfe brauchen werden. Später werden Nadeem und seine Familie von Fisk-treuen FBI-Agenten angegriffen. Matt hilft Nadeem, sie abzuwehren, und offenbart ihm seine Identität. |           |                         |                     |                          |                                                |                         |                         |
| 38 | 12        | Ein letzter Versuch     | One Last Shot       | 19. Okt. 2018            | 19. Okt. 2018                                  | Phil Abraham            | Sam Ernst               |
| Fisk ist wieder mit Vanessa vereint, die Fisk davon überzeugt, sie auf die kriminelle Seite seines Lebens einzulassen. Ohne Fisk zu fragen, holt Dex das Gemälde von Falb zurück und Vanessa bemerkt etwas von ihrem Blut auf dem Rahmen. Matt willigt ein, Foggys Plan umzusetzen: Sie arbeiten wie früher als Anwälte zusammen, nehmen Nadeem als Mandanten auf und organisieren mit Tower, dass Nadeem vor einer großen Jury gegen Fisk aussagt. Foggy bietet außerdem an, sich aus dem Rennen um den Bezirksstaatsanwalt zurückzuziehen, und sie bringen Nadeems Familie in Sicherheit. Unterdessen beruft Karen eine Pressekonferenz ein, um zu verkünden, was Nadeem tut, damit die Öffentlichkeit davon erfährt, dass seine Aussage versiegelt werden würde. Matt und Foggy feiern nach der Anhörung, wobei Foggy andeutet, dass er gerne noch einmal mit Matt zusammenarbeiten würde. Da jedoch Fisk die Geschworenen kontrolliert, bleibt die Anhörung wirkungslos. Nadeem ist überzeugt, dass Fisk nicht aufzuhalten ist und kehrt in seine Heimat zurück. Fisk beschließt, dass es besser wäre, Nadeem nicht zu töten, da er nun eine Persönlichkeit des öffentlichen Lebens ist, aber Vanessa überzeugt ihn vom Gegenteil. Sie schicken Dex, der Nadeem tötet. |           |                         |                     |                          |                                                |                         |                         |
| 39 | 13        | Eine neue Serviette     | A New Napkin        | 19. Okt. 2018            | 19. Okt. 2018                                  | Sam Miller              | Erik Oleson             |
| Nachdem Foggys Plan vereitelt ist, kehrt Matt zu seinem zurück und beabsichtigt, Fisk zu töten. Er entführt und verhört Manning und erfährt, dass Vanessa den Tod von Nadeem und Fisk den von Julie angeordnet hat. Foggy trifft sich mit Nadeems Frau Seema, an die er eine Videobotschaft sendet, die als seine Sterbeerklärung dient und in der alle Verbrechen von Fisk detailliert beschrieben werden. Matt erzählt Dex von Julies Tod, den Dex untersucht und ihre Leiche findet. Fisk und Vanessa heiraten im Hotel, aber ihr Empfang wird unterbrochen, als Karen Nadeems Video in den sozialen Medien verbreitet, woraufhin Dex eintrifft, der Fisk und Vanessa angreift. Matt schließt sich bald dem Kampf an. Fisk besiegt Dex und lässt ihn gelähmt zurück, während Matt Fisk überwältigt und schlägt, sich aber dafür entscheidet, sein Leben zu schonen. Fisk willigt ein, ins Gefängnis zurückzukehren und Karen und Foggy in Ruhe zu lassen, wenn Matt Vanessas Beteiligung an Nadeems Tod nicht preisgibt. Nachdem Fisk verhaftet wurde, findet eine Beerdigung für Lantom statt. Foggy schlägt Matt und Karen vor, wieder zusammenzuarbeiten. Dex unterzieht sich später einer experimentellen Operation, um seine Wirbelsäule zu reparieren. |           |                         |                     |                          |                                                |                         |                         |